# آل بادوسبان
آل پادوسپان أو بنو پادوسپان أو البادوسبانيون سلاسة حكمت عبر فترات في رستمدار (رويان ونور وكجور) في طبرستان.

## قائمة الحكام

### الجيل الثالث
وهم أصحاب مدينة نور (شمال غرب آمل):

### الجيل الرابع
في كجور:

## المصدر
1. ↑  islamica-lb.com نسخة محفوظة 30 ديسمبر 2014 على موقع واي باك مشين.
2. ↑  المستشرق زامباور (1400 هـ). معجم الأنساب والأسرات الحاكمة في التاريخ الإسلامي. بيروت: دار الرائد العربي - أخرجه زكي محمد حسن بك وحسن احمد محمود وآخرون. ص. 290-292. {{استشهاد بكتاب}}: تحقق من التاريخ في: |سنة= (مساعدة)